# Karl Eckermann
Karl Eckermann (* 26. März 1834 in Weimar; † 29. August 1891 in Göttingen) war ein deutscher Kunstmaler, Radierer und Zeichner.

## Leben

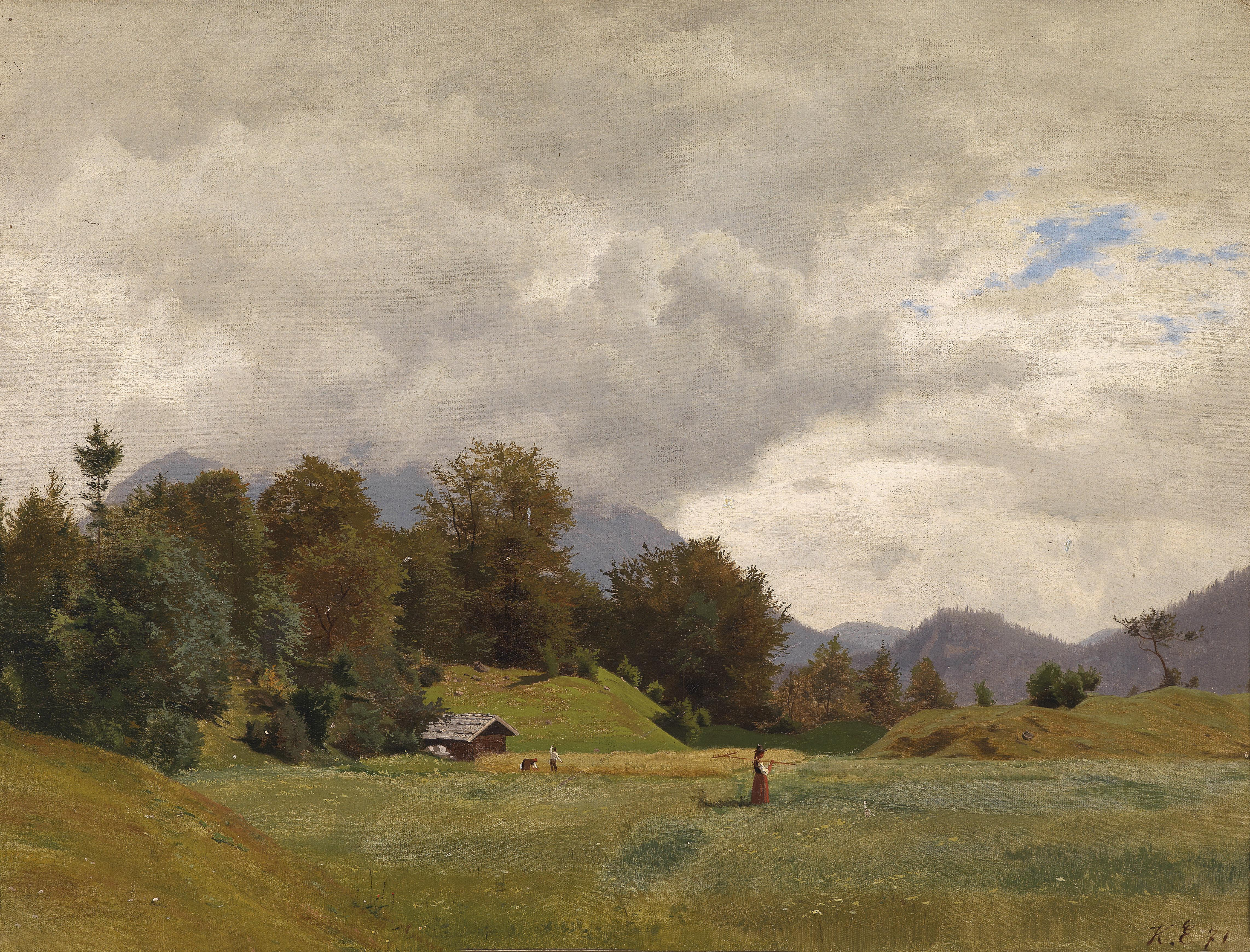
Karl Eckermann: Eine Almlandschaft (1871, Öl auf Leinwand auf Karton)

Er war der Sohn von Johann Peter Eckermann und seiner Frau Johanna Sophie Christiane Catherine Eckermann, geb. Bertram, die wenige Wochen nach seiner Geburt verstarb. Sein Vater, der ein Vertrauter und Gesprächspartner Goethes war, zog ihn mit Verwandten und Bekannten auf. Karl Eckermann wurde am 6. April 1834 auf die Namen Johann Friedrich Wolfgang getauft – Paten waren Ottilie von Goethe, Friedrich von Müller, Johann Stephan Schütze und Frédéric Jacob Soret – jedoch lebenslang nur Karl oder Carl genannt.
Früh zeigte der Sohn das gleiche zeichnerische Talent, das auch der Vater gehabt, aber aus Geldnot nicht ausgebildet hatte. Mittels einer Erbschaft sowie der Unterstützung von Espérance Sylvestre (1790–1842) sowie Maria Pawlownas finanzierte Johann Peter Eckermann Karls Zeit am Weimarer Wilhelm-Ernst-Gymnasium und seine Ausbildung zum Kunstmaler. Ab 1848 lernte Karl Eckermann bei Friedrich Preller malen. Er unternahm mehrere Bildungsreisen nach Dresden und Berlin und konnte spätestens ab 1853 seine Bilder verkaufen. Nachdem sein Vater 1854 gestorben war, studierte er in Brüssel und ab 1856 in Karlsruhe bei Johann Wilhelm Schirmer sowie in Düsseldorf weiter. 1864 übersiedelte er nach Hannover, woher seine Mutter stammte.
Auch nach seiner Studienzeit unternahm er zahlreiche Reisen, so etwa nach Österreich, in den Schwarzwald, nach Basel sowie nach Norddeutschland. Er schuf zunächst vor allem Tier-, später hauptsächlich Landschaftsbilder. Eckermanns Landschaften wurden laut Thieme-Becker für ihre „gewissenhafte Zeichnung, feine Beobachtung und treue Wiedergabe der Naturstimmung“ gelobt. Zu seinem Gesamtwerk gehören auch Genrestücke und eine Porträtzeichnung seines Vaters. Neben Ölgemälden und Zeichnungen sind vereinzelte Radierungen (Geierstudien, Sägemühle im Schwarzwald) von ihm bekannt.
Im Verzeichnis der Kunsthalle Bremen wird Eckermann als einer der Maler genannt, deren Gemälde bei der 13. Großen Ausstellung 1862 gezeigt wurden. Mehrere seiner Stillleben, die vor allem erlegtes Wild zeigten, hingen im Schloss Ettersburg bei Weimar.
Karl Eckermann war Mitglied im Hannoverschen Künstlerverein.
Am 29. August 1891 starb er in einer Heilanstalt in Göttingen.